# Kade
Kade är en ort i södra Ghana, belägen vid Birimfloden. Den är huvudort för distriktet Kwaebibirem, och folkmängden uppgick till 24 493 invånare vid folkräkningen 2010.